# (15501) Pepawlowski
(15501) Pepawlowski est un astéroïde de la ceinture principale.

## Description
(15501) Pepawlowski est un astéroïde de la ceinture principale. Il fut découvert le 13 juillet 1999 à Socorro (Nouveau-Mexique) par le projet LINEAR. Il présente une orbite caractérisée par un demi-grand axe de 2,87 UA, une excentricité de 0,07 et une inclinaison de 1,7° par rapport à l'écliptique.

## Compléments